# Jikes
Jikes és un compilador de Java  de codi obert escrit en C ++. La versió original va ser desenvolupada per David L. "Dave" Shields and Philippe Charles en IBM, però ràpidament va ser transformada en un projecte de codi obert en el qual va participar una activa comunitat de desenvolupadors. Seguidament, es va transferir a SourceForge.
Jikes és molt més ràpid per compilar petits projectes que el propi compilador de Sun. Desafortunadament, no continua sent un projecte activament desenvolupat.